# X64 (magazin)
Az X64 egy francia videójáték magazin volt, amely a Nintendo 64 játékkonzolra specializálódott. 1997 decembere és 2001 között adta ki az Edicorp Publications. Az X64 azon kevés folyóirat közé tartozott, amely kizárólag Nintendo 64 konzollal foglalkozott és ezért sikeres is volt.